# Camilla Herrem
Camilla Herrem (Sola, 8 de outubro de 1986) é uma handebolista profissional norueguesa, campeã olímpica.

## Carreira
Camilla Herrem começou a jogar handebol no Sola HK como craque, mas se requalificou como ponta esquerda aos 16 anos. Ela fez sua estreia na Liga Norueguesa aos 16 anos. Ela jogou pela primeira vez em nível internacional na Recopa em 2005.
Ela se mudou para o medalhista de prata do Campeonato Norueguês Byåsen em 2006, onde pôde participar todos os anos das qualificações da Liga dos Campeões. Ela se juntou ao campeão romeno HCM Baia Mare na temporada 2014-2015, onde chegou às quartas de final da Liga dos Campeões. Ela se mudou para o clube dinamarquês Team Tvis Holstebro por 1 ano e ganhou a Taça dos Vencedores das Taças em 2016. Ela jogou no HC Vardar na temporada 2016-2017. O time macedônio chegou à final da Liga dos Campeões, e Camilla foi escolhida como a melhor ponta esquerda da temporada da Liga dos Campeões. No final da temporada, ela se transferiu de volta para a Noruega, para seu primeiro clube profissional, Sola HK.
Ela fez sua estreia pela seleção norueguesa contra a Suécia em 5 de abril de 2006. Camilla participa de torneios mundiais desde o Campeonato Europeu de 2008. Ela também jogou na seleção nacional nos Jogos Olímpicos de 2012, onde ganhou a medalha de ouro. Ela também foi selecionada para o(s) time(s) All-Star do Campeonato Mundial de 2009, do Campeonato Europeu de 2016, do Campeonato Mundial de 2019 e do Campeonato Europeu de 2020. Camilla Herrem foi selecionada para a seleção mundial de handebol da década de 2011-2020 como a melhor ponta esquerda na votação do handball-planet.com.
Em 4 de abril de 2024, na partida contra a Hungria na EHF Euro Cup 2024, Herrem se tornou histórica ao ser a jogadora de campo com mais jogos pela Noruega. Ela superou a lenda e aposentada Karoline Dyhre Breivang, que terminou com 305 jogos pela seleção norueguesa. Nos Jogos Olímpicos de Verão de 2024, em Paris, conquistou a medalha de ouro no torneio feminino do handebol, após vencer na final confronto contra a equipe francesa por 29–21.